# Ed Mann
Ed Mann (Great Barrington, 14 gennaio 1955 – Great Barrington, 31 maggio 2024) è stato un percussionista, tastierista e compositore statunitense conosciuto per aver suonato nel gruppo di Frank Zappa dal 1977 al 1988, apparendo in oltre 30 album.

## Biografia
Ed Mann fondò una band insieme al tastierista Tommy Mars nel 1973. Verso la fine dello stesso anno, studiò insieme a John Bergamo alla CalArts.
Nel 1977, Frank Zappa chiese a John Bergamo di fare una sovraincisione del suo album Zappa in New York e fu in quel momento che John consigliò di lasciare il lavoro a Ed Mann, cosa che Frank Zappa fece.
Qualche mese dopo, Ruth Underwood disse a Ed Mann che Frank Zappa necessitava di un secondo tastierista.
Quando Ed chiamò Frank Zappa per fargli prendere in considerazione Tommy Mars, Frank lo invitò a casa sua. Ed Mann andò a casa sua, dove trovò Terry Bozzio, Patrick O'Hearn e Adrian Belew suonare insieme a Frank. Alle 2 di notte, Ed divenne ufficialmente un membro della band.